# Pfarrkirche Bierbaum am Kleebühel

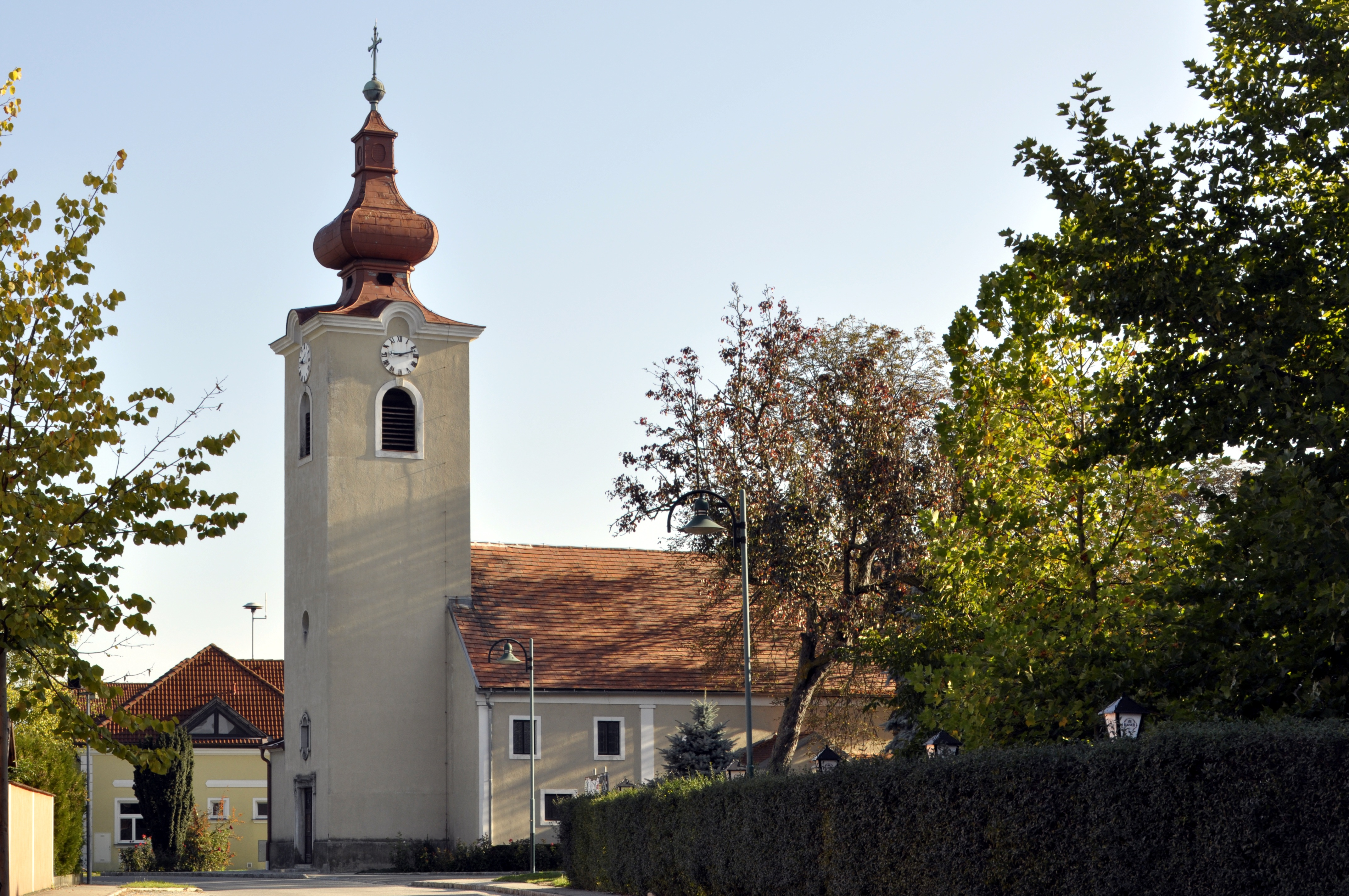
Katholische Pfarrkirche hl. Laurentius in Bierbaum am Kleebühel

Die römisch-katholische Pfarrkirche Bierbaum am Kleebühel steht im Ort Bierbaum am Kleebühel in der Marktgemeinde Königsbrunn am Wagram im Bezirk Tulln in Niederösterreich. Die dem heiligen Laurentius von Rom geweihte Pfarrkirche gehört zum Dekanat Großweikersdorf im Vikariat Unter dem Manhartsberg der Erzdiözese Wien. Die Kirche steht unter Denkmalschutz.

## Geschichte
An den frühgotischen Chor oder Kapellenbau aus dem Ende des 13. Jahrhunderts wurde im dritten Viertel des 18. Jahrhunderts ein barocker Saalbau angebaut. In der ersten Hälfte des 19. Jahrhunderts wurde der Saalbau verlängert und ein Turmzubau errichtet. Der Portalvorbau entstand um 1900. 1963/1964 wurde die Kirche restauriert.

## Architektur
Der Chor hat eine kleine Rundapsis, das ostseitige Spitzbogenfenster ist vermauert, die seitlichen Spitzbogenfenster wurden durch Aufbrechen der Wände später eingebaut. An der Nordseite der Kirche steht die im Kern mittelalterliche Sakristei unter dem gemeinsamen Dach mit dem Langhaus. Das Langhaus hat Rundbogenfenster. Die westliche Verlängerung des Langhauses für eine Musikempore ist im Winkel verzogen und hat Rechteckfenster. Der vorgezogene Westturm hat rundbogige Schallfenster und trägt einen Zwiebelhelm.
Der frühgotische Chor mit Rundschluss zeigt sich zum Langhaus etwas erhöht und hat ein Kreuzrippengewölbe mit derben Rippen mit runden Schlusssteinen. Der Triumphbogen ist rundbogig. Das Langhaus hat eine Flachdecke mit einem barocken Stuckspiegel. Die Musikempore steht auf Säulen. Das Turmerdgeschoß hat eine Flachdecke.
Die Glasfenster malte Max Heilmann (1964).

## Ausstattung
Den Volksaltar und einen Bronzetabernakel schuf der Bildhauer Viktor Hammer (1964). Das Taufbecken aus dem 18. Jahrhundert trägt eine plastische Gruppe Taufe Christi aus dem Ende des 19. Jahrhunderts. Das Kruzifix ist aus der zweiten Hälfte des 19. Jahrhunderts. Die Kopie einer gotischen Madonnafigur wurde 1966 geweiht. Die Kreuzwegbilder aus dem dritten Viertel des 19. Jahrhunderts wurden 1968 restauriert. Die barocke Figur des Schmerzensmannes – ursprünglich eine Darstellung des guten Hirten – aus der ersten Hälfte des 18. Jahrhunderts wurde restauriert und 1972 angekauft.
Die Orgel bauten Max Zachistal und Franz Capek (1891). Ergänzt wurden später die Zungenregister Trompete von Ferdinand Hell in der Mitte des 19. Jahrhunderts und die Tuba von Vincenz Franz Cerveny (siehe dazu Václav František Červený) in der zweiten Hälfte des 19. Jahrhunderts.